# 巴西柏兰宜
巴西柏兰宜，位於马来西亚新山县新山市，泛指巴西柏兰宜路（Jalan Pasir Pelangi）兩旁的區域，大部分佔地為一座皇家莊園，屬柔佛皇室，建於1900年代初（柔佛蘇丹伊布拉欣時期）。在莊園中，巴西柏蘭宜王宮座落於此，是位於新山的三座王宮之一。

## 設施
- 清真寺（巴西柏兰宜皇室清真寺（英语：Pasir Pelangi Royal Mosque））